# Happy Mistakes
'Happy Mistakes' es el álbum de estudio debut del grupo de pop rock estadounidense Heffron Drive. Fue lanzado el 9 de septiembre de 2014 bajo el sello propio de Schmidt, TOLBooth Records. Heffron Drive está formado por los miembros Kendall Schmidt y Dustin Belt.

## Lista de canciones
La edición estándar contiene 11 canciones, mientras que la versión deluxe contiene en total 16 canciones.
- Edición estándar:

| Happy Mistakes  |                              |                                               |               |          |  |
| N.º             | Título                       | Escritor(es)                                  | Productor(es) | Duración |  |
| 1.              | «Happy Mistakes»             | Kendall Schmidt, Dustin Belt                  |               | 3:27     |  |
| 2.              | «Parallel»                   | Schmidt, Toby Gad                             | Toby Gad      | 3:20     |  |
| 3.              | «Division of the Heart»      | Schmidt, Josh Cumbee, Afshin Salmani          |               | 3:30     |  |
| 4.              | «Had to Be Panama»           | Schmidt, Steve Solomon, Cameron Walker        | Steve Solomon | 2:56     |  |
| 5.              | «Nicotine»                   | Schmidt, Belt                                 |               | 3:28     |  |
| 6.              | «Interlude»                  |                                               |               | 1:25     |  |
| 7.              | «Art of Moving On»           | Schmidt, Solomon                              | Steve Solomon | 3:43     |  |
| 8.              | «Passing Time»               | Schmidt, Cumbee, Salmani                      |               | 4:13     |  |
| 9.              | «Could You Be Home»          | Schmidt, Denny White                          | Denny White   | 3:57     |  |
| 10.             | «That's What Makes You Mine» | Schmidt, Nate Caserta, Nick Hexum, Zack Hexum |               | 3:12     |  |
| 11.             | «Everything Has Changed»     | Schmidt, Cumbee, Salmani                      |               | 3:19     |  |
| Duración: 36:36 |                              |                                               |               |          |  |

- Edición Deluxe:

| Happy Mistakes  |                                        |                                                     |                       |          |  |
| N.º             | Título                                 | Escritor(es)                                        | Productor(es)         | Duración |  |
| 12.             | «One Track Mind»                       | Schmidt, Collin Masiel, Michael Maughan             | PWER, Kendall Schmidt | 3:19     |  |
| 13.             | «Not Alone»                            | Schmidt, Deina Andrew, John Flanagan, Sean Hamilton | Sean Hamilton         | 4:20     |  |
| 14.             | «Love Defined»                         | Schmidt, Hamilton, Bryce Soderberg, Alex Teamer     |                       | 3:23     |  |
| 15.             | «Parallel (Mack & Jet Set Vega Remix)» | Schmidt, Gad                                        | Toby Gad              | 5:47     |  |
| 16.             | «Could You Be Home (Ras Remix)»        | Schmidt, White                                      | Denny White           | 4:10     |  |
| Duración: 57:38 |                                        |                                                     |                       |          |  |

## Charts
| Chart (2014)                        | Peak position |
| ----------------------------------- | ------------- |
| Estados Unidos (Billboard 200)      | 84            |
| Estados Unidos (Independent Albums) | 19            |